# Lenslok

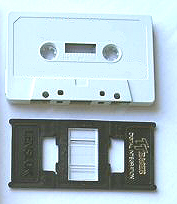
Lenslok

Lenslok — система захисту від нелегального копіювання, що використовувалася в ряді ігор і програм для ZX Spectrum, 8-бітних Atari, Commodore 64, Sinclair QL і Amstrad CPC. Найбільш відомою грою, що мала цей захист, є Elite. Автор ідеї — винахідник Джон Фрост (John Frost).
Захист складається з спеціального пристрою розміром з компакт-касету, що містить набір призм у пластиковій рамці, і відображуваного на екрані коду. Код являє собою перемішані лінії графіки. Пристрій підноситься до екрану, лінзи заломлюють промені світла, «переставляючи» вертикальні лінії. В результаті, стають видні символи, які потрібно ввести з клавіатури для запуску програми. При введенні неправильного коду кілька разів поспіль виконувалося скидання комп'ютера.
Використання пристрою складалося з двох кроків: спочатку користувач підстроював зображення під потрібний розмір, потім читав і вводив код. Реалізація захисту в різних програмах трохи різнилася: в одних запит коду відбувався відразу після завантаження (Elite), в інших код запитувався у ключових моментах гри (Jewels of Darkness). Код міг виводитися білим по чорному, або чорним по білому.
На початку продажів Spectrum-версії гри Elite приблизно 500 коробок були укомплектовані не тим варіантом Lenslok — в результаті багато користувачів були розчаровані, не маючи можливості запустити гру. Крім того, з телевізорами з екраном великих розмірів пристрій не працював у принципі: розміри зображення занадто великі, щоб його можна було розшифрувати невеликими лінзами. Все це викликало невдоволення користувачів, і в підсумку захист не отримав значного поширення. Зокрема, пізніші версії гри Elite постачалися без цього захисту.

## Використання
Ігри та інші програми, для захисту яких використовувався Lenslok:
- ACE (Cascade Games)
- Elite (версія Firebird)
- Fighter Pilot
- Graphic Adventure Creator
- Jewels of Darkness (Level 9 Computing)
- Macadam Bumper
- Moon Cresta
- OCP Art Studio (Rainbird)
- Компілятор Supercharge для Sinclair QL
- The Price of Magik (Level 9 Computing)
- Tomahawk (Digital Integration)
- TT Racer (Digital Integration)